# Coke La Rock
Coke La Rock es un rapero de la época old school, considerado como uno de los pioneros del hip hop. Comenzó como MC de DJ Kool Herc, un inmigrante jamaicano. Herc, extensamente considerado como el inventor del hip hop, trajo con él los elementos jamaicanos de los soundsystem, entre ellos el toasting. Coke La Rock  fue el primer MC . fue el MC sobre las canciones de funk, disco y soul que Herc pinchaba. Sobre mediados los 70, La Rock era conocido como uno de los raperos más prominentes de la escena de New York.
- Datos: Q1088952